# Корницька сільська рада (Коломийський район)
| Корницька сільська рада — орган місцевого самоврядування у Коломийському районі Івано-Франківської області з адміністративним центром у с. Корнич. Історична дата утворення: в 1940 році. Івано-Франківська обласна Рада народних депутатів рішенням від 14 червня 1994 року передала село Грушів з Пилипівської сільської ради до Корницької сільради. Водоймища на території, підпорядкованій даній раді: річки: Прут, Радилівка, Коломийка, Косачів Рутка, Вільховець. Сільській раді підпорядковані населені пункти: - с. Корнич - с. Грушів |

## Склад ради
Рада складається з 14 депутатів та голови.

### Керівний склад ради
| ПІБ                         | Основні відомості                                                 | Дата обрання | Дата звільнення |
| --------------------------- | ----------------------------------------------------------------- | ------------ | --------------- |
| Лахнюк Володимир Васильович | Сільський голова, 1962 року народження, освіта, безпартійний      | 26.03.2006   | 03.11.2015      |
| Гаврилюк Василь Ярославович | Сільський голова, 1978 року народження, освіта вища, безпартійний | 04.11.2015   |                 |

Примітка: таблиця складена за даними джерела